# Kultivar
Kultivari su grupe biljaka koje su odabrane veštačkom selekcijom iz grupe više varijabli, primenom različitih metoda, sa ciljem uspostavljanja poželjnih osobina koje su važne za uzgajivača i zadržavaju se nakon reprodukcije. Prema definiciji Međunarodnodnog kodeksa nomenklature gajenih biljaka (ICNCP), ovi oblici moraju ispunjavati zahteve: prepoznatljivost (koja ima tendenciju porasta razlikovanja od ostalih), homogenosti (koji je prisutna u svim kultivarima biljke) i stabilnost (naslednost putem ponovljenog razmnožavanja).
Kada se naziv odnosi na takson, termin se ne primenjuje na jednu biljku, nego za sve one koje imaju jedinstvene zajedničke karakteristike koje definišu taj kultivar, a najčešće, pozivajući se na sklop biljaka sa odabranim poželjnim obiležjima. Uopštenije, kultivar podrazumeva najosnovniju klasifikacijsku kategoriju gajenih biljaka, prema Međunarodnоm kodeksu nomenklature gajenih biljaka. Većina kultivara su se pojavili u uzgoju, ali nekoliko ih je specijalno odabrano iz divljine.
Popularne ukrasne vrsta vrtnih biljkaka kao što su ruža, kamelija, narcis, rododendroni i azalea su kultivari koji se proizvode pažljivim uzgojem i selekcijom za boju i oblik cveta. Slično tome, poljoprivredni prehrambeni usevi su gotovo isključivo kultivari koji su odabrani prema svojstvima kao što su poboljšani prinos, aroma i otpornost na bolesti, a vrlo malo samoniklog bilja se danas koristi kao izvor hrane. Drveće se koristi u šumarstvu i posebnom selekcijom se uzgaja za bolji kvalitet i prinos stabala.
Kultivari koji čine najveći deo široke grupacije Liberty Hyde Bailey u kultigenu, definisani su kao biljke čije poreklo ili selekcija su prvenstveno proizvod namerne ljudske aktivnosti.
Termin kultivar uveo je Bajli, a generalno smatra se da je kovanica od kulti + varijetet, iako može biti izveden i iz kultigen + varijetet. Kultivar nije isto što i botanički varijetet − taksonomski rang ispod podvrste, a postoje razlike i u pravilima za kreiranje i korištenje imena botaničkih varijeteta i kultivara. U novije vreme, imenovanje kultivara je komplikovano korištenjem zakonske terminologije u patentiranju i pravu imena selekcionara.
Međunarodna unija za zaštitu novih biljnih varijeteta (UPOV) nudi pravnu zaštitu biljnih kultivara osobama ili organizacijama koji u promet uvode nove kultivare. UPOV zahteva, kao što je već naglašeno, da kultivar mora biti različit (od drugih), uniforman i stabilan. Dakle, mora imati karakteristike koje se lako razlikuju od bilo kojeg drugog poznatog kultivara. Da bi bio uniforman i stabilan, kultivar mora da zadrži ove karakteristike kod ponovnljenog razmnožavanja.
Imenovanje kultivara je važan aspekt taksonomije kultiviranih biljaka, a ispravno imenovanje je propisana pravilima i preporukama Međunarodnog kodeksa nomenklature gajenih biljaka (poznatijeg kao kodeks kultiviranih biljaka). Kultivari dobijaju ime koje se sastoji od naučnog latinskog botaničkog naziva iza kojeg sledi epitet kultivara. Epitet je obično na narodnom jeziku. Na primer, puno ime kultivara krompira Kralj Edvard je Solanum tuberosum 'King Edward'. Deo imena „King Edward” je epitet kultivara, koji je, u skladu sa Pravilima kodeksa kultiviranih biljaka, omeđen jednostrukim navodnicima.

## Formalna definicija
Kodeks kultivisanog bilja napominje da se reč kultivar koristi u dva različita značenja: prvo, kao „klasifikaciona kategorija“ kultivar je definisan u članu 2 Međunarodnog kodeksa nomenklature za kultivisane biljke (2009, 8. izdanje) na sledeći način: Osnovna kategorija gajenih biljaka čija je nomenklatura uređena ovim Kodeksom je kultivar. Postoje dve druge klasifikacijske kategorije za kultigene, greks i grupa. Kodeks zatim definiše kultivar kao „taksonomsku jedinicu unutar klasifikacione kategorije kultivara“. Ovo je smisao kultivara koji se najčešće razume i koji se koristi kao opšta definicija.
Kultivar je skup biljaka koje (a) su odabrane zbog određenog karaktera ili kombinacije karaktera, (b) su različite, ujednačene i stabilne u tim karakteristikama, i (c) kada se razmnožavaju na odgovarajući način, zadržava te karakteristike.

## Literatura
- Consulta de expertos sobre indicadores de nutrición para la biodiversidad 1. Composición de los alimentos. FAO. Roma. 2008. ISBN 978-92-5-305924-9.
- Bailey, Liberty Hyde (1923). „Various cultigens, and transfers in nomenclature”. Gentes Herbarum. 1 (Part 3): 113—136.
- Brickell, Chris D. et al. (eds) (2009). „International Code of Nomenclature for Cultivated Plants (ICNCP or Cultivated Plant Code) incorporating the Rules and Recommendations for naming plants in cultivation. 8th ed., adopted by the International Union of Biological Sciences International Commission for the Nomenclature of Cultivated Plants” (PDF). Scripta Horticulturae. International Society of Horticultural Science. 10: 1—184. ISBN 978-90-6605-662-6. Архивирано из оригинала (PDF) 13. 08. 2011. г. Приступљено 22. 12. 2018.
- Lawrence, George H.M. (1953). „Cultivar, Distinguished from Variety”. Baileya. 1: 19—20.
- Lawrence, George H.M. (1955). „The Term and Category of Cultivar”. Baileya. 3: 177—181.
- Lawrence, George H.M. (1957). „The Designation of Cultivar-names”. Baileya. 5: 162—165.
- Lawrence, George H.M. (1960). „Notes on Cultivar Names”. Baileya. 8: 1—4.
- Morton, Alan G. (1981). History of Botanical Science: An Account of the Development of Botany from Ancient Times to the Present Day. London: Academic Press. ISBN 0-12-508382-3.
- Spencer, Roger; Cross, Robert; Lumley, Peter (2007). Plant names: a guide to botanical nomenclature. (3rd ed.). Collingwood, Australia: CSIRO Publishing (also Earthscan, UK.). ISBN 978-0-643-09440-6.
- Trehane, Piers (2004). „50 years of the International Code of Nomenclature for Cultivated Plants”. Acta Horticulturae. 634: 17—27.
- Bailey, Liberty Hyde (1918). „The Indigen and Cultigen”. Science. Series 2. 47 (1213): 306—308. Bibcode:1918Sci....47..306B. PMID 17757815. doi:10.1126/science.47.1213.306.
- Bailey, Liberty Hyde (1923). „Various Cultigens, and Transfers in Nomenclature”. Gentes Herbarum. 1: 113—136.
- Brandenburg, Willem A. (1986). „Classification of cultivated plants”. Acta Horticulturae. 182 (182): 109—115. S2CID 82109893. doi:10.17660/ActaHortic.1986.182.13.
- de Candolle, Alphonse (1867). Lois de Nomenclature Botanique. Paris: Masson.
- Heller, John L. (1968). „Linnaeus's Hortus cliffortianus”. Taxon. 17 (6): 663—719. JSTOR 1218012. doi:10.2307/1218012.
- Hort, Arthur (1938). The "Critica botanica" of Linnaeus. London: Ray Society.
- Hetterscheid, Wilbert L. A.; Brandenburg, Willem A. (1994), „The Culton Concept: Setting the Stage for an Unambiguous Taxonomy of Cultivated Plants”, Acta Horticulturae, 413: 29—34
- Hetterscheid, Wilbert L. A.; Brandenburg, Willem A. (1995), „Culton vs Taxon: Conceptual Issues in Cultivated Plant Systematics”, Taxon, 44 (2): 161—175, JSTOR 1222439, doi:10.2307/1222439
- Hetterscheid, Wilbert L. A.; van den Berg, Ronald G.; Brandenburg, Willem A. (1996), „An annotated history of the principles of cultivated plant classification”, Acta Botanica Neerlandica, 45 (2): 123—134, doi:10.1111/j.1438-8677.1996.tb00504.x, Архивирано из оригинала 2020-07-29. г., Приступљено 2019-06-30
- Jeffrey, Charles (1968). „Systematic Categories for Cultivated Plants”. Taxon. 17 (2): 109—114. JSTOR 1216498. doi:10.2307/1216498.
- Jirásek, Václav (1961). „Evolution of the Proposals of Taxonomical Categories for the Classification of Cultivated Plants”. Taxon. 10 (2): 34—45. JSTOR 1217450. doi:10.2307/1217450.
- McNeill, John (1998). „Culton: A Useful Term, Questionably Argued”. Hortax News. 1: 15—22.
- McNeill, John (2004). „Nomenclature of cultivated plants: a historical botanical standpoint in: C.G. Davidson and P. Trehane (eds), Proc. XXVI IHC – IVth International Symposium on the Taxonomy of Cultivated Plants”. Acta Horticulturae. 634 (634): 29—36. doi:10.17660/ActaHortic.2004.634.2.
- McNeill, John (2006). International Code of Botanical Nomenclature (Vienna Code) adopted by the Seventeenth International Botanical Congress Vienna, Austria, July 2005. A. R. G. Ruggell, Liechtenstein: Gantner Verlag.
- McNeill, J.; Barrie, F.R.; Buck, W.R.; Demoulin, V.; Greuter, W.; Hawksworth, D.L.; Herendeen, P.S.; Knapp, S.; Marhold, K.; Prado, J.; Prud'homme Van Reine, W.F.; Smith, G.F.; Wiersema, J.H.; Turland, N.J. (2012). International Code of Nomenclature for algae, fungi, and plants (Melbourne Code) adopted by the Eighteenth International Botanical Congress Melbourne, Australia, July 2011. Regnum Vegetabile 154. A.R.G. Gantner Verlag KG. ISBN 978-3-87429-425-6. Архивирано из оригинала 2013-11-04. г. Приступљено 2014-07-28.
- McNeill, John (2008). „The Taxonomy of Cultivated Plants”. Acta Horticulturae. 799 (799): 21—28. doi:10.17660/ActaHortic.2008.799.1.
- Miller, Philip (1754). The Gardener's Dictionary, with an introduction by W.T. Stearn. Reprint 1969 (abridged). New York: Verlag von J. Cramer.
- Morton, Alan G. (1981). History of Botanical Science: An Account of the Development of Botany from Ancient Times to the Present Day. London: Academic Press. ISBN 978-0-12-508382-9.
- Royal Horticultural Society (1911). „Horticultural Code”. Journal of the Royal Horticultural Society. 37: 149—151.
- Stace, Clive A. (1984). Plant Taxonomy and Biosystematics. London: Edward Arnold. ISBN 978-0-7131-2802-4.
- Stearn, William T. (1965a). „ICNCP - It all started in 1952 or did it? International Code of Nomenclature for Cultivated Plants”. Address Given by the Secretary, W T Stearn, of the International Committee on Horticultural Nomenclature and Registration at the Opening Meeting on 7 September 1952. Архивирано из оригинала 18. 4. 2016. г. Приступљено 2. 12. 2011.
- Stearn, William T. (1965b). „The origin and later development of cultivated plants”. Journal of the Royal Horticultural Society. 90: 279—291, 322—341.
- Stearn, William T. (1986). „Historical survey of the naming of cultivated plants”. Acta Horticulturae. 182: 18—28.
- Stearn, William T. (1992). „Historical Introduction”.  Ур.: Huxley, A. (ed. In chief). The New Royal Horticultural Society Dictionary of Gardening (4 vols). London: Macmillan. стр. ix—x. ISBN 978-0-333-47494-5.
- Theophrastus (1916). Enquiry into Plants: Books 1-5. Translated by A.F. Hort.. Loeb Classical Library. ISBN 978-0-674-99077-7.
- Stuessy, Ted F. (2009). Plant Taxonomy (2nd изд.). New York: Columbia University Press. ISBN 978-0-231-14712-5.
- Trehane, Piers (2004). „50 years of the International Code of Nomenclature for Cultivated Plants: Future prospects for the Code”. Acta Horticulturae. 634 (634): 17—27. doi:10.17660/ActaHortic.2004.634.1.

## Spoljašnje veze
- Brickell, C.D. et al. (eds) 2009 International Code of Nomenclature for Cultivated Plants (ICNCP or Cultivated Plant Code), incorporating the Rules and Recommendations for naming plants in cultivation. 8th edn. Adopted by the International Union of Biological Sciences International Commission for the Nomenclature of Cultivated Plants
- Sale point of the Latest Edition (October 2009) of The International Code of Nomenclature for Cultivated Plants
- International Cultivar Registration Authorities
- The Language of Horticulture
- Opinion piece by Tony Lord (The Plantsman magazine)
- Hortivar – The Food and Agriculture Organization of the United Nations Horticulture Cultivars Performance Database